# Çamlık, Derebucak
Çamlık là một thị trấn thuộc huyện Derebucak, tỉnh Konya, Thổ Nhĩ Kỳ. Dân số thời điểm năm 2011 là 1.546 người.